# 8e étape du Tour d'Espagne 2022
Pour un article plus général, voir Tour d'Espagne 2022.
La 8e étape du Tour d'Espagne 2022 se déroule le samedi 27 août 2022 de La Pola Llaviana au Colláu Fancuaya dans la commune de Yernes y Tameza (Asturies), sur une distance de 153,4 km.

## Parcours
Cette étape débute directement par l'ascension de l'Alto de la Colladona, un col de 2e catégorie. Ensuite, quatre cols (un de 2e catégorie puis trois de 3e catégorie) sont au programme de la journée. L'étape se termine par la montée inédite du Colláu Fancuaya (col de 1re catégorie) long de 10,1 km avec une pente moyenne de 8,5 %, deux passages à 17 % et un à 19 %. Les deux derniers kilomètres empruntent d'étroits chemins non macadamisés menant à une montée finale à 17 %.

## Déroulement de la course
Dès le départ, plusieurs attaques fusent. C'est finalement un groupe de dix hommes qui se forme en tête de la course après une quarantaine de kilomètres. Ces coureurs sont Thibaut Pinot, Bruno Armirail et Sébastien Reichenbach (Groupama FDJ), Mikel Landa (Bahrain Victorious), Marc Soler (UAE Emirates), Rein Taaramäe (Intermarché Wanty Gobert), Jay Vine (Alpecin), Lucas Hamilton (BikeExchange), Mads Pedersen (Trek Segafredo) et Alexey Lutsenko (Astana). Au sommet de l'Alto de Santo Emiliano (à 87 km de l'arrivée), l'écart entre les fuyards et le peloton emmené par les équipiers Quick-Step Alpha Vinyl du maillot rouge Remco Evenepoel est de 4 min 14 s. Cette avance ne varie guère pendant plus d'une heure et les échappés franchissent l'avant-dernière difficulté du jour, le Puerto de Perlavia situé à 40 km du terme, avec un avantage sur le peloton de 4 min 10 s. Cette avance est réduite à 3 min 30 s au pied de la montée finale vers le Colláu Fancuaya. Le groupe d'échappés perd progressivement plusieurs éléments et, à 6 km du sommet, l'Australien Jay Vine, vainqueur l'avant-veille, s'isole en tête. Il augmente son avance pour remporter une seconde victoire sur cette Vuelta. Les trois futurs premiers du classement général Evenepoel, Mas et Roglič arrivent ensemble à 1 min 20 s du vainqueur.

## Résultats

### Classement de l'étape
| \| Classement de l'étape \| Classement de l'étape \| Classement de l'étape \| Classement de l'étape \| Classement de l'étape \| \| Coureur \| Coureur \| Pays \| Équipe \| Temps \| \| --------------------- \| --------------------- \| --------------------- \| ---------------------------------- \| --------------------- \| \| 1er \| Jay Vine \| Australie \| Alpecin-Deceuninck \| 4 h 05 min 25 s \| \| 2e \| Marc Soler \| Espagne \| UAE Team Emirates \| + 43 s \| \| 3e \| Rein Taaramäe \| Estonie \| Intermarché-Wanty-Gobert Matériaux \| + 43 s \| \| 4e \| Thibaut Pinot \| France \| Groupama-FDJ \| + 47 s \| \| 5e \| Remco Evenepoel \| Belgique \| Quick-Step Alpha Vinyl \| + 1 min 20 s \| \| 6e \| Enric Mas \| Espagne \| Movistar Team \| + 1 min 20 s \| \| 7e \| Primož Roglič \| Slovénie \| Jumbo-Visma \| + 1 min 20 s \| \| 8e \| Simon Yates \| Royaume-Uni \| BikeExchange-Jayco \| + 1 min 33 s \| \| 9e \| Carlos Rodríguez \| Espagne \| Ineos Grenadiers \| + 1 min 33 s \| \| 10e \| Sébastien Reichenbach \| Suisse \| Groupama-FDJ \| + 1 min 42 s \| |                       |             |                                    |                 |
| |                       |             |                                    |                 |
| Source : ProCyclingStats |                       |             |                                    |                 |
| Classement de l'étape |                       |             |                                    |                 |
| Coureur | Coureur               | Pays        | Équipe                             | Temps           |
| 1er | Jay Vine              | Australie   | Alpecin-Deceuninck                 | 4 h 05 min 25 s |
| 2e | Marc Soler            | Espagne     | UAE Team Emirates                  | + 43 s          |
| 3e | Rein Taaramäe         | Estonie     | Intermarché-Wanty-Gobert Matériaux | + 43 s          |
| 4e | Thibaut Pinot         | France      | Groupama-FDJ                       | + 47 s          |
| 5e | Remco Evenepoel       | Belgique    | Quick-Step Alpha Vinyl             | + 1 min 20 s    |
| 6e | Enric Mas             | Espagne     | Movistar Team                      | + 1 min 20 s    |
| 7e | Primož Roglič         | Slovénie    | Jumbo-Visma                        | + 1 min 20 s    |
| 8e | Simon Yates           | Royaume-Uni | BikeExchange-Jayco                 | + 1 min 33 s    |
| 9e | Carlos Rodríguez      | Espagne     | Ineos Grenadiers                   | + 1 min 33 s    |
| 10e | Sébastien Reichenbach | Suisse      | Groupama-FDJ                       | + 1 min 42 s    |

## Classements à l'issue de l'étape

### Classement général
| \| Classement général \| Classement général \| Classement général \| Classement général \| Classement général \| \| Coureur \| Coureur \| Pays \| Équipe \| Temps \| \| ------------------ \| ------------------ \| ------------------ \| ---------------------- \| ------------------ \| \| 1er \| Remco Evenepoel \| Belgique \| Quick-Step Alpha Vinyl \| 29 h 28 min 19 s \| \| 2e \| Enric Mas \| Espagne \| Movistar Team \| + 28 s \| \| 3e \| Primož Roglič \| Slovénie \| Jumbo-Visma \| + 1 min 01 s \| \| 4e \| Carlos Rodríguez \| Espagne \| Ineos Grenadiers \| + 1 min 47 s \| \| 5e \| Tao Geoghegan Hart \| Royaume-Uni \| Ineos Grenadiers \| + 1 min 54 s \| \| 6e \| Juan Ayuso \| Espagne \| UAE Team Emirates \| + 2 min 02 s \| \| 7e \| Simon Yates \| Royaume-Uni \| BikeExchange-Jayco \| + 2 min 05 s \| \| 8e \| João Almeida \| Portugal \| UAE Team Emirates \| + 2 min 44 s \| \| 9e \| Jai Hindley \| Australie \| Bora-Hansgrohe \| + 2 min 51 s \| \| 10e \| Ben O'Connor \| Australie \| AG2R Citroën Team \| + 2 min 59 s \| |                    |             |                        |                  |
| |                    |             |                        |                  |
| Source : ProCyclingStats |                    |             |                        |                  |
| Classement général |                    |             |                        |                  |
| Coureur | Coureur            | Pays        | Équipe                 | Temps            |
| 1er | Remco Evenepoel    | Belgique    | Quick-Step Alpha Vinyl | 29 h 28 min 19 s |
| 2e | Enric Mas          | Espagne     | Movistar Team          | + 28 s           |
| 3e | Primož Roglič      | Slovénie    | Jumbo-Visma            | + 1 min 01 s     |
| 4e | Carlos Rodríguez   | Espagne     | Ineos Grenadiers       | + 1 min 47 s     |
| 5e | Tao Geoghegan Hart | Royaume-Uni | Ineos Grenadiers       | + 1 min 54 s     |
| 6e | Juan Ayuso         | Espagne     | UAE Team Emirates      | + 2 min 02 s     |
| 7e | Simon Yates        | Royaume-Uni | BikeExchange-Jayco     | + 2 min 05 s     |
| 8e | João Almeida       | Portugal    | UAE Team Emirates      | + 2 min 44 s     |
| 9e | Jai Hindley        | Australie   | Bora-Hansgrohe         | + 2 min 51 s     |
| 10e | Ben O'Connor       | Australie   | AG2R Citroën Team      | + 2 min 59 s     |

| Classement par points | Classement par points | Classement par points | Classement par points  | Classement par points |
| Coureur               | Coureur               | Pays                  | Équipe                 | Points                |
| --------------------- | --------------------- | --------------------- | ---------------------- | --------------------- |
| 1er                   | Mads Pedersen         | Danemark              | Trek-Segafredo         | 147 pts               |
| 2e                    | Sam Bennett           | Irlande               | Bora-Hansgrohe         | 142 pts               |
| 3e                    | Marc Soler            | Espagne               | UAE Team Emirates      | 81 pts                |
| 4e                    | Fred Wright           | Royaume-Uni           | Bahrain Victorious     | 64 pts                |
| 5e                    | Remco Evenepoel       | Belgique              | Quick-Step Alpha Vinyl | 52 pts                |
| 6e                    | Primož Roglič         | Slovénie              | Jumbo-Visma            | 50 pts                |
| 7e                    | Enric Mas             | Espagne               | Movistar Team          | 47 pts                |
| 8e                    | Daniel McLay          | Royaume-Uni           | Arkéa-Samsic           | 41 pts                |
| 9e                    | Jay Vine              | Australie             | Alpecin-Deceuninck     | 40 pts                |
| 10e                   | Jesús Herrada         | Espagne               | Cofidis                | 40 pts                |

| Classement par points | Classement par points | Classement par points | Classement par points  | Classement par points |
| Coureur               | Coureur               | Pays                  | Équipe                 | Points                |
| --------------------- | --------------------- | --------------------- | ---------------------- | --------------------- |
| 1er                   | Mads Pedersen         | Danemark              | Trek-Segafredo         | 147 pts               |
| 2e                    | Sam Bennett           | Irlande               | Bora-Hansgrohe         | 142 pts               |
| 3e                    | Marc Soler            | Espagne               | UAE Team Emirates      | 81 pts                |
| 4e                    | Fred Wright           | Royaume-Uni           | Bahrain Victorious     | 64 pts                |
| 5e                    | Remco Evenepoel       | Belgique              | Quick-Step Alpha Vinyl | 52 pts                |
| 6e                    | Primož Roglič         | Slovénie              | Jumbo-Visma            | 50 pts                |
| 7e                    | Enric Mas             | Espagne               | Movistar Team          | 47 pts                |
| 8e                    | Daniel McLay          | Royaume-Uni           | Arkéa-Samsic           | 41 pts                |
| 9e                    | Jay Vine              | Australie             | Alpecin-Deceuninck     | 40 pts                |
| 10e                   | Jesús Herrada         | Espagne               | Cofidis                | 40 pts                |

| Classement de la montagne | Classement de la montagne | Classement de la montagne | Classement de la montagne | Classement de la montagne |
| Coureur                   | Coureur                   | Pays                      | Équipe                    | Points                    |
| ------------------------- | ------------------------- | ------------------------- | ------------------------- | ------------------------- |
| 1er                       | Jay Vine                  | Australie                 | Alpecin-Deceuninck        | 40 pts                    |
| 2e                        | Marc Soler                | Espagne                   | UAE Team Emirates         | 16 pts                    |
| 3e                        | Thibaut Pinot             | France                    | Groupama-FDJ              | 12 pts                    |
| 4e                        | Rubén Fernández           | Espagne                   | Cofidis                   | 11 pts                    |
| 5e                        | Mark Padun                | Ukraine                   | EF Education-EasyPost     | 10 pts                    |
| 6e                        | Jesús Herrada             | Espagne                   | Cofidis                   | 10 pts                    |
| 7e                        | Remco Evenepoel           | Belgique                  | Quick-Step Alpha Vinyl    | 7 pts                     |
| 8e                        | Fred Wright               | Royaume-Uni               | Bahrain Victorious        | 6 pts                     |
| 9e                        | Roger Adrià               | Espagne                   | Equipo Kern Pharma        | 6 pts                     |
| 10e                       | Lawson Craddock           | États-Unis                | BikeExchange-Jayco        | 5 pts                     |

| Classement de la montagne | Classement de la montagne | Classement de la montagne | Classement de la montagne | Classement de la montagne |
| Coureur                   | Coureur                   | Pays                      | Équipe                    | Points                    |
| ------------------------- | ------------------------- | ------------------------- | ------------------------- | ------------------------- |
| 1er                       | Jay Vine                  | Australie                 | Alpecin-Deceuninck        | 40 pts                    |
| 2e                        | Marc Soler                | Espagne                   | UAE Team Emirates         | 16 pts                    |
| 3e                        | Thibaut Pinot             | France                    | Groupama-FDJ              | 12 pts                    |
| 4e                        | Rubén Fernández           | Espagne                   | Cofidis                   | 11 pts                    |
| 5e                        | Mark Padun                | Ukraine                   | EF Education-EasyPost     | 10 pts                    |
| 6e                        | Jesús Herrada             | Espagne                   | Cofidis                   | 10 pts                    |
| 7e                        | Remco Evenepoel           | Belgique                  | Quick-Step Alpha Vinyl    | 7 pts                     |
| 8e                        | Fred Wright               | Royaume-Uni               | Bahrain Victorious        | 6 pts                     |
| 9e                        | Roger Adrià               | Espagne                   | Equipo Kern Pharma        | 6 pts                     |
| 10e                       | Lawson Craddock           | États-Unis                | BikeExchange-Jayco        | 5 pts                     |

| Classement du meilleur jeune | Classement du meilleur jeune | Classement du meilleur jeune | Classement du meilleur jeune | Classement du meilleur jeune |
| Coureur                      | Coureur                      | Pays                         | Équipe                       | Temps                        |
| ---------------------------- | ---------------------------- | ---------------------------- | ---------------------------- | ---------------------------- |
| 1er                          | Remco Evenepoel              | Belgique                     | Quick-Step Alpha Vinyl       | 29 h 28 min 19 s             |
| 2e                           | Carlos Rodríguez             | Espagne                      | Ineos Grenadiers             | + 1 min 47 s                 |
| 3e                           | Juan Ayuso                   | Espagne                      | UAE Team Emirates            | + 2 min 02 s                 |
| 4e                           | João Almeida                 | Portugal                     | UAE Team Emirates            | + 2 min 44 s                 |
| 5e                           | Thymen Arensman              | Pays-Bas                     | Team DSM                     | + 3 min 18 s                 |
| 6e                           | Pavel Sivakov                | France                       | Ineos Grenadiers             | + 3 min 31 s                 |
| 7e                           | Sergio Higuita               | Colombie                     | Bora-Hansgrohe               | + 3 min 41 s                 |
| 8e                           | Gino Mäder                   | Suisse                       | Bahrain Victorious           | + 3 min 43 s                 |
| 9e                           | José Félix Parra             | Espagne                      | Equipo Kern Pharma           | + 17 min 18 s                |
| 10e                          | Santiago Buitrago            | Colombie                     | Bahrain Victorious           | + 25 min 28 s                |

| Classement du meilleur jeune | Classement du meilleur jeune | Classement du meilleur jeune | Classement du meilleur jeune | Classement du meilleur jeune |
| Coureur                      | Coureur                      | Pays                         | Équipe                       | Temps                        |
| ---------------------------- | ---------------------------- | ---------------------------- | ---------------------------- | ---------------------------- |
| 1er                          | Remco Evenepoel              | Belgique                     | Quick-Step Alpha Vinyl       | 29 h 28 min 19 s             |
| 2e                           | Carlos Rodríguez             | Espagne                      | Ineos Grenadiers             | + 1 min 47 s                 |
| 3e                           | Juan Ayuso                   | Espagne                      | UAE Team Emirates            | + 2 min 02 s                 |
| 4e                           | João Almeida                 | Portugal                     | UAE Team Emirates            | + 2 min 44 s                 |
| 5e                           | Thymen Arensman              | Pays-Bas                     | Team DSM                     | + 3 min 18 s                 |
| 6e                           | Pavel Sivakov                | France                       | Ineos Grenadiers             | + 3 min 31 s                 |
| 7e                           | Sergio Higuita               | Colombie                     | Bora-Hansgrohe               | + 3 min 41 s                 |
| 8e                           | Gino Mäder                   | Suisse                       | Bahrain Victorious           | + 3 min 43 s                 |
| 9e                           | José Félix Parra             | Espagne                      | Equipo Kern Pharma           | + 17 min 18 s                |
| 10e                          | Santiago Buitrago            | Colombie                     | Bahrain Victorious           | + 25 min 28 s                |

| Classement par équipes | Classement par équipes             | Classement par équipes | Classement par équipes |
| Équipe                 | Équipe                             | Pays                   | Temps                  |
| ---------------------- | ---------------------------------- | ---------------------- | ---------------------- |
| 1re                    | UAE Team Emirates                  | Émirats arabes unis    | 87 h 40 min 20 s       |
| 2e                     | Ineos Grenadiers                   | Royaume-Uni            | + 1 min 56 s           |
| 3e                     | Bahrain Victorious                 | Bahreïn                | + 4 min 07 s           |
| 4e                     | Bora-Hansgrohe                     | Allemagne              | + 5 min 55 s           |
| 5e                     | Movistar Team                      | Espagne                | + 7 min 29 s           |
| 6e                     | EF Education-EasyPost              | États-Unis             | + 7 min 55 s           |
| 7e                     | Jumbo-Visma                        | Pays-Bas               | + 11 min 46 s          |
| 8e                     | Intermarché-Wanty-Gobert Matériaux | Belgique               | + 13 min 24 s          |
| 9e                     | Astana Qazaqstan Team              | Kazakhstan             | + 15 min 04 s          |
| 10e                    | Groupama-FDJ                       | France                 | + 24 min 46 s          |

| Classement par équipes | Classement par équipes             | Classement par équipes | Classement par équipes |
| Équipe                 | Équipe                             | Pays                   | Temps                  |
| ---------------------- | ---------------------------------- | ---------------------- | ---------------------- |
| 1re                    | UAE Team Emirates                  | Émirats arabes unis    | 87 h 40 min 20 s       |
| 2e                     | Ineos Grenadiers                   | Royaume-Uni            | + 1 min 56 s           |
| 3e                     | Bahrain Victorious                 | Bahreïn                | + 4 min 07 s           |
| 4e                     | Bora-Hansgrohe                     | Allemagne              | + 5 min 55 s           |
| 5e                     | Movistar Team                      | Espagne                | + 7 min 29 s           |
| 6e                     | EF Education-EasyPost              | États-Unis             | + 7 min 55 s           |
| 7e                     | Jumbo-Visma                        | Pays-Bas               | + 11 min 46 s          |
| 8e                     | Intermarché-Wanty-Gobert Matériaux | Belgique               | + 13 min 24 s          |
| 9e                     | Astana Qazaqstan Team              | Kazakhstan             | + 15 min 04 s          |
| 10e                    | Groupama-FDJ                       | France                 | + 24 min 46 s          |

## Abandons
Six coureurs quittent la Vuelta lors de la 8e étape :
- Anthony Delaplace (Arkéa-Samsic) : non-partant, positif au Covid-19[2]
- Nikias Arndt (DSM) : non-partant, positif au Covid-19[3]
- Jake Stewart (Groupama-FDJ) : non-partant
- Mark Donovan (DSM) : non-partant, positif au Covid-19[3]
- Victor Langellotti (Burgos-BH) : abandon
- Itamar Einhorn (Israel-Premier Tech) : abandon